# Willem van Ruytenburch
Willem van Ruytenburch, seigneur de Vlaardingen et de Vlaardinger-Ambacht (1600-1652) est un membre de la noblesse néerlandaise et du patriciat d'Amsterdam de l'âge d'or néerlandais. Il devient échevin d'Amsterdam et rejoint la Schutterij (garde de la ville) de Frans Banning Cocq.
Willem van Ruytenburch figure en tant que lieutenant dans le tableau La Ronde de nuit de Rembrandt de 1642, ce pour quoi il est probablement le plus célèbre aujourd'hui.

## Biographie

### Ascendance et jeunesse
Willem van Ruytenburch naît en 1600, issu d'une famille de marchands d'épices, impliqués dans le commerce oriental,. Son père Pieter van Ruytenburch s'est enrichi vers 1600, l'année même de la naissance de Willem,. Pieter a épousé Aeltge Pietersdr, un rejeton de la famille Bicker (nl) d'Amsterdam. Willem a deux sœurs, Anna van Ruytenburch (1589-1648), qui épousera Adriaan Pauw, grand-pensionnaire de Hollande, et Christina van Ruytenburch (1591-1666), qui épousera le frère d'Adriaan, Reinier, Président du Haut Conseil de Hollande, Zélande et Frise occidentale.
En 1606, Pieter achète une maison dans la Warmoesstraat à Amsterdam qu'il rebaptise « Ruytenburch ». Pour marquer son statut, il en fait son nouveau nom de famille. En 1611, Pieter achète à Charles d'Arenberg le manoir de Buitenweide (aujourd'hui Oostwijk), à Vlaardingen, pour 26 000 florins. Ce manoir permet à Pieter et à ses descendants d'utiliser le titre de Seigneur de Vlaardingen et de Vlaardinger-Ambacht,,. Le manoir donne également à son détenteur le droit de nommer la moitié du vroedschap (conseil) de Vlaardingen, ce qui est mal perçu par certains car les van Ruytenburch sont considérés comme des étrangers. Les van Ruytenburchs ont également le droit d'exercer la fonction de juge, une position potentiellement lucrative dans laquelle ils peuvent percevoir des amendes, et des droits de vent (en) sur une grande partie de la région.

### Carrière
Le 17 février 1626, Willem van Rutenburch épouse Alida Jonckheyna (1609-1677), une femme issue d'une famille notable d'Amsterdam. Le couple eut les enfants suivants :
- Adriana van Ruijtenburgh (1629-1701), mariée en 1648 à Willem Cornelisz Hartigvelt, vroedschap, schepen et maire de Rotterdam, puis à Aldert van Driel (né en 1629).
- Albert Willemsz van Ruytenburgh (1630-1688), épouse Wilhelmina Anna van Nassau-Beverweerd (1638-1688), fille de Louis de Nassau-Beverweerd[4] et d'Isabella Comtesse de Hornes. Par son mariage, il est lié à la haute aristocratie anglaise, représentant un beau-frère de Henry Fitzroy, 1er duc de Grafton, fils illégitime du roi Charles II d'Angleterre.
- Jan van Ruytenburgh (1635-1719) conseiller de l'amirauté de 't Noorderkwartier entre 1681 et 1719, Hoogheemraad (en) de Delftland. Marié à Catharina van der Nisse (1635-1722), fille de Gillis van der Nisse (1616-1657) maire de Goes et de Geertruid Simonsdr. van Alteren (1613-1639).
- Gerard Constantin van Ruytenburgh (1649-1701)
- Elisabeth van Ruytenburgh (morte en 1697), mariée en 1650 avec Amilius Adriaensz Cool, vroedschap, schepen et maire de Gouda, Hoogheemraad de Schieland.

Le père de Willem, Pieter, est décédé en 1627 et il a hérité de ses biens et titres. Peu de temps après, Willem construisit une nouvelle maison, appelée Het Hof, sur un domaine de campagne. Willem avait des prétentions à la noblesse et en 1632, il persuada une vieille femme de jurer devant un tribunal qu'il descendait de la noblesse du duché de Brabant, avec des ancêtres à Budel.
Au milieu des années 1630, Willem est nommé schepen d'Amsterdam et lieutenant de la compagnie Schutterij (garde de la ville) du capitaine Frans Banning Cocq. Il est commémoré dans le tableau de Rembrandt de 1642, La Ronde de nuit, occupant une position proéminente au premier plan, vêtu de vêtements jaunes coûteux et ornés et portant une lance de cérémonie,. Ses vêtements sont en peau de chamois et auraient été confectionnés sur mesure dans le dernier style parisien.
Les hommes figurant dans le tableau, qui font tous partie de la société de Cocq, ont payé un total de 1 600 florins à Rembrandt (une moyenne de 100 florins chacun), les paiements augmentant en fonction de leur proéminence dans l'œuvre. Willem, en raison de sa position et de sa tenue, est particulièrement en vue. À tel point que certains observateurs pourraient le confondre avec le commandant de la compagnie, bien que la position de Cocq soit affirmée par une ceinture rouge et un bras directeur. La collection Delphi Classics des œuvres de Rembrandt suggère que Rembrandt dépeint la vanité de Willem à travers ses vêtements, mais s'est assuré que l'ombre projetée par le bras de Cocq tombe sur Willem comme un signe de la supériorité du capitaine.
Willem est actif sur le plan politique et apparaît fréquemment à la cour de La Haye mais, faute de véritables relations nobles, il ne parvient pas à obtenir le statut qu'il désire. Il quitte Amsterdam pour La Haye en 1647 et se retire à Vlaardingen, où il meurt en 1652. Il est enterré dans le caveau familial de la Grote Kerk (nl) de Vlaardingen.

### Postérité
Grâce à sa présence dans La Ronde de nuit, reconnue comme l'une des meilleures peintures du Siècle d'or néerlandais, Willem van Ruytenburch est devenu plus célèbre (comme « l'homme habillé en jaune ») après sa mort qu'il ne l'était de son vivant. Le nom complet original du tableau mentionne Willem : La compagnie du capitaine Frans Banning Cocq et du lieutenant Willem van Ruytenburch et depuis 1885, il est accroché au Rijksmuseum, le musée national néerlandais.
Le musée de Vlaardingen considère Willem van Ruytenburch comme l'ancien habitant le plus célèbre de la ville. Les descendants de Willem sont restés ambachtsheer (nl) (petite noblesse) à Vlaardingen jusqu'en 1830, date à laquelle le domaine Het Hof a été vendu à la ville et démoli,. Le caveau van Ruytenburch de la Grote Kerk a été dégagé peu après la vente du domaine.